# Aedes yangambiensis
Aedes yangambiensis är en tvåvingeart som beskrevs av Meillon och Lavoipierre 1944. Aedes yangambiensis ingår i släktet Aedes och familjen stickmyggor. Inga underarter finns listade i Catalogue of Life.